# 에버 테이크
에버 테이크(Ever Take)는 KT테크가 2010년 11월 22일 출시한 스마트폰이다. KT테크가 자체 개발한 첫 스마트폰이다. 모든 테이크 기종엔 고릴라 글래스 패널이 기본 탑재되어있다.

## 개요
디자인을 간소화하고, 안드로이드의 다양한 기능을 간결하게 풀어낸 자체 환경(UI)을 구현하였다. 다른 제품에 비해 넉넉한 2GB의 내장 메모리와 함께 8 GB의 마이크로 SD 외장 메모리를 제공한다. KT의 전용 기기로서 개인용 클라우드 서비스인 유클라우드 기본 20 GB에 20 GB를 추가해 총 40 GB를 이용할 수 있으며, 증강현실 애플리케이션인 '쿡타운'과 KTH의 SNS 서비스인 '아임in' 애플리케이션을 기본 제공한다. 한글 자판은 천지인, 나랏글, 쿼티를 모두 지원한다. 2012년 1월 31일 안드로이드 2.3.4 진저브레드로 업그레이드 되면서 테이크 타키처럼 런쳐와 UI가 새롭게 적용되었다.